# Islam in India

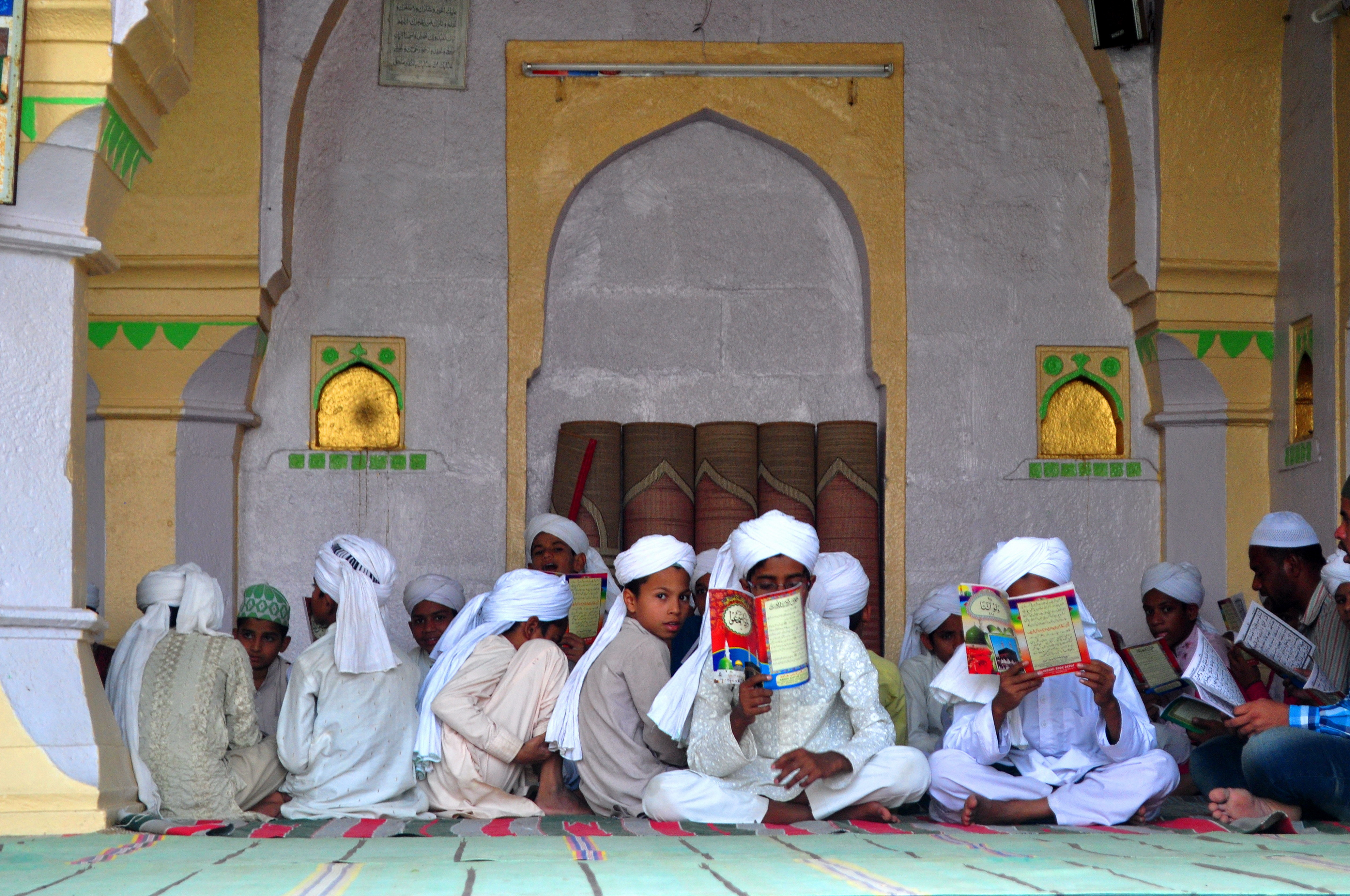
Kinderen op een soefi koranschool in Aurangabad (Maharashtra)

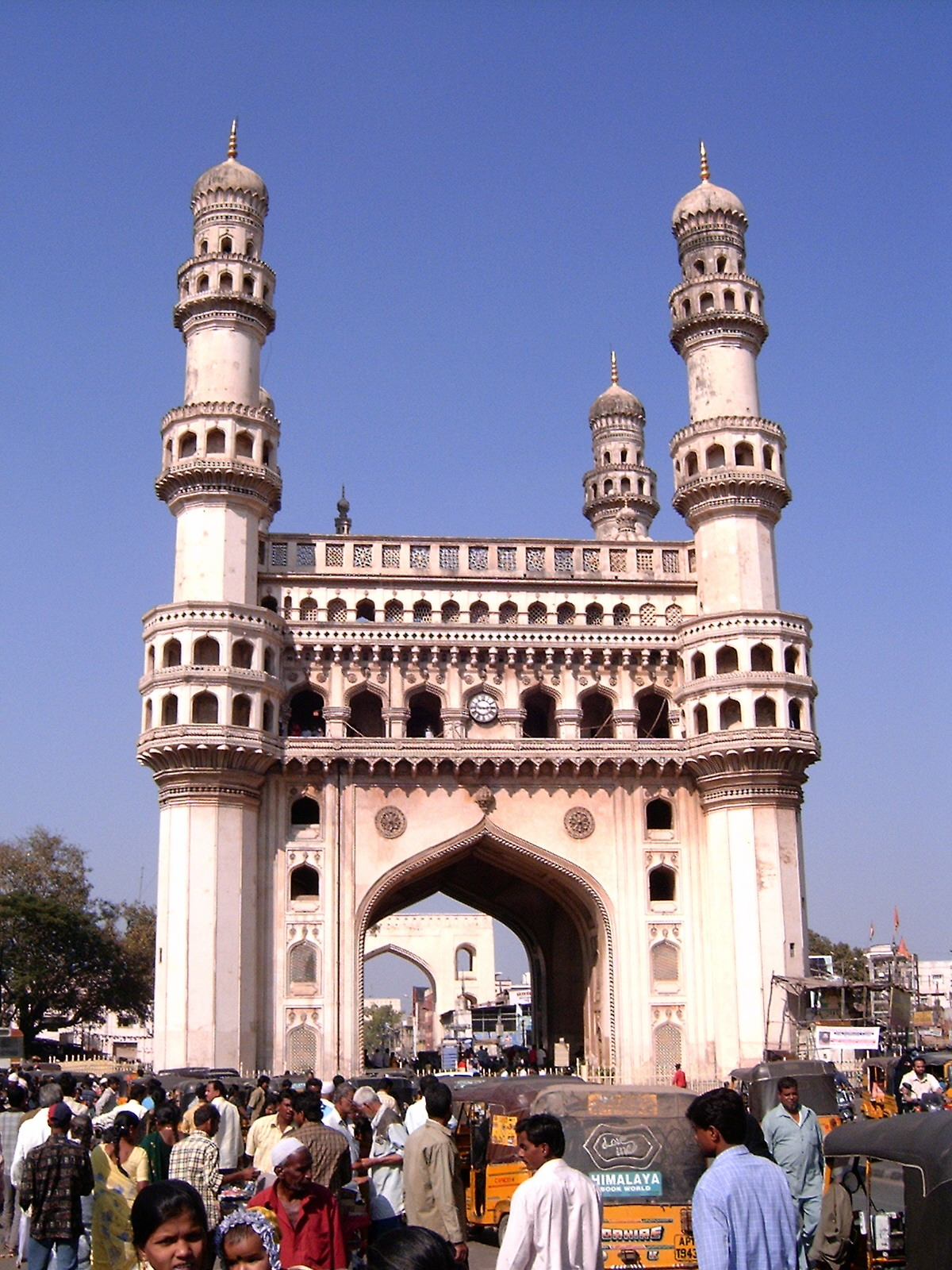
De Charminar in Haiderabad

De islam is de op een na grootste religie in India. In de volkstelling van 2011 noemden ongeveer 172,2 miljoen Indiërs zichzelf moslim, oftewel 14,2% van de totale bevolking. India is hiermee het land met de grootste moslimbevolking buiten landen met een moslimmeerderheid. De meerderheid van de Indiase moslims behoort tot de soennitische sekte van de islam, maar de sjiieten vormen een aanzienlijke minderheid (waaronder de ismaïlitische sekte 'Dawoodi Bohra' onder leiding van Mufaddal Saifuddin). Daarnaast zijn er ook volgelingen van andere islamitische stromingen, waaronder het Soefisme en de Ahmadiyya - alhoewel de laatste geloofsgemeenschap niet als moslims worden beschouwd door de meeste (soennitische) moslims.

## Geschiedenis
De islamitische gemeenschappen in India ontstonden langs de westelijke kustlijn van India, met name in Gujarat en Malabar, als gevolg van de Arabische handelsroutes. Het grondgebied van India maakte lange tijd uit van talloze islamitische keizerrijken. Zo regeerden het Sultanaat van Delhi en het Mughalrijk een lange tijd over het grootste deel van Zuid-Azië, maar ook het Bengaalse Sultanaat, de Sultanaten van de Dekan en de Suridynastie hebben een belangrijke economische en politieke rol gespeeld. Het hoogtepunt van de islamitische overheersing in India werd gemarkeerd onder de sharia en de proto-geïndustrialiseerde regering van keizer Aurangzeb, 's werelds grootste economie. De staat Haiderabad, geregeerd door de Nizams, diende als de laatste zelfbesturende prinselijke staat van India tot aan zijn annexatie door de Dominion India. Door de eeuwen heen is er een aanzienlijke integratie geweest van hindoeïstische en moslimculturen in heel India en moslims hebben een opmerkelijke rol gespeeld in de economie, politiek en cultuur van India.

## Demografie

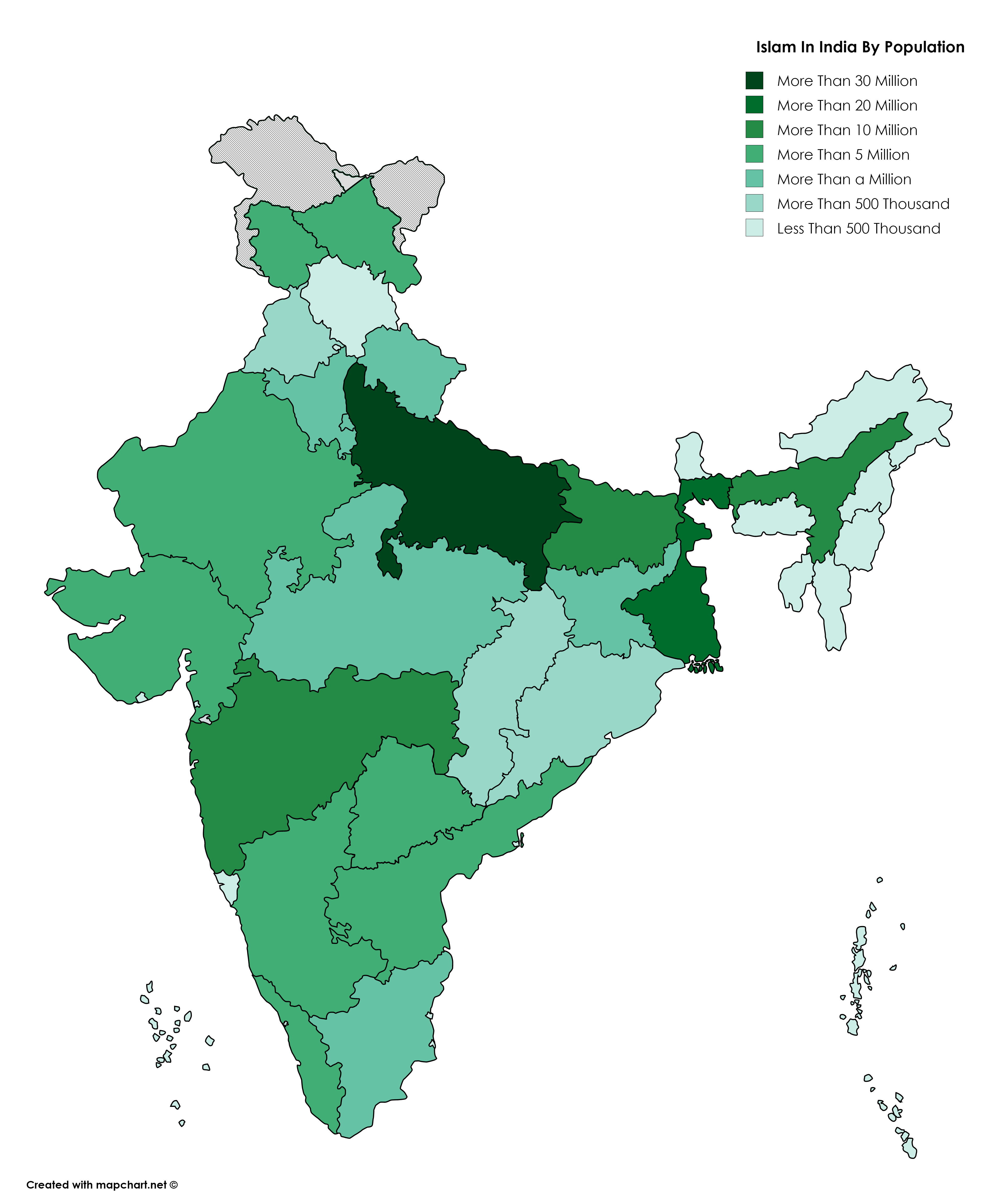
Verspreiding van de moslims in India (2011)

Met ongeveer 204 miljoen moslims (schatting 2019) is de moslimbevolking in India de op twee na grootste ter wereld en hiermee heeft India de grootste minderheidsbevolking ter wereld. Volgens het Pew Research Center is India de thuisbasis van 10,9% van de moslimbevolking in de wereld.
| Land       | Moslimbevolking | % van de moslimbevolking (wereldwijd) |
| ---------- | --------------- | ------------------------------------- |
| Indonesië  | 229.000.000     | 12,7%                                 |
| Pakistan   | 208.800.000     | 11,1%                                 |
| India      | 207.000.000     | 10,9%                                 |
| Bangladesh | 153.700.000     | 9,2%                                  |
| Nigeria    | 99.000.000      | 5,3%                                  |

Moslims vormen een meerderheid in Lakshadweep (96,2%) en Jammu en Kasjmir (68,3%). De grootste concentratie van moslims - ongeveer 47% - woont echter in de drie staten: Uttar Pradesh (38,4 miljoen), West-Bengalen (24,6 miljoen) en Bihar (17,5 miljoen). Verder zijn er grote aantallen moslims in de staten Andhra Pradesh, Assam, Delhi, Gujarat, Jharkhand, Karnataka, Kerala, Madhya Pradesh, Maharashtra, Manipur, Rajasthan, Tamil Nadu, Telangana, Tripura en Uttarakhand.
Sinds de opdeling van Brits-Indië is het aantal moslims in India bijna vervijfvoudigd: van 36 miljoen tot 172 miljoen. Het percentage in de totale bevolking steeg met 4,3 procentpunten: van 9,9% in 1951 tot 14,2% in 2011.
| Jaar | Bevolking van India | Moslimbevolking | %     |
| ---- | ------------------- | --------------- | ----- |
| 1951 | 361.088.090         | 35.856.047      | 9,9%  |
| 1961 | 439.234.771         | 46.998.120      | 10,7% |
| 1971 | 548.159.652         | 61.448.696      | 11,2% |
| 1981 | 683.329.097         | 77.557.852      | 11,4% |
| 1991 | 846.427.039         | 102.586.957     | 12,1% |
| 2001 | 1.028.737.436       | 138.159.437     | 13,4% |
| 2011 | 1.210.726.932       | 172.245.158     | 14,2% |

Volgens de volkstelling van 2011 waren de moslims de snelstgroeiende religieuze groep in India: tussen 2001 en 2011 steeg het aantal moslims met ruim 34 miljoen personen, oftewel +24,8%. Desalniettemin is de tienjaarlijkse bevolkingsgroei afgenomen ten opzichte van de periode 1991-2001: in die periode steeg het aantal moslims nog met 29,5%.
In 2019-2020 hadden de Indiase moslims een gemiddeld vruchtbaarheidscijfer van 2,3 kinderen per vrouw - het hoogste cijfer onder de religieuze groepen in India. In de periode 1992-1993 was het gemiddeld kindertal nog 4,4 kinderen per moslimvrouw. Ter vergelijking: onder hindoevrouwen daalde het gemiddeld kindertal van 3,3 kinderen naar 1,94 kinderen per vrouw in dezelfde periode.